# Лејк Барингтон (Илиноис)
Лејк Барингтон (енгл. Lake Barrington) град је у америчкој савезној држави Илиноис.

## Демографија
По попису из 2010. године број становника је 4.973, што је 216 (4,5%) становника више него 2000. године.
| Група             | 2000.         | 2010.         |
| Белци             | 4.589 (96,5%) | 4.652 (93,5%) |
| Афроамериканци    | 20 (0,4%)     | 36 (0,7%)     |
| Азијати           | 51 (1,1%)     | 125 (2,5%)    |
| Хиспаноамериканци | 47 (1,0%)     | 114 (2,3%)    |
| Укупно            | 4.757         | 4.973         |